# جمعية التقدم والعدالة في إيران الإسلامية
جمعية التقدم والعدالة في إيران الإسلامية (بالفارسية: جمعیت پیشرفت و عدالت ایران اسلامی) هو حزب سياسي إيراني أصولي مرتبط ارتباطًا وثيقًا بمحمد باقر قاليباف. أسس الحزب مرتضى طلائع في عام 2008، وكان الأمين العام سابقًا  والعديد من الأعضاء يشغلون مناصب عليا في بلدية طهران.
أطلقت المجموعة وأدارت حملة محمد باقر قاليباف في الانتخابات الرئاسية الإيرانية 2013. كان 15 من أصل 31 عضوًا في مجلس مدينة طهران بين عامي 2013 و2017 من كوادر الحزب.

## قادة الحزب
| الاسم           | الفترة                | المرجع |
| --------------- | --------------------- | ------ |
| مرتضى طلائع     | 2008-2015             |        |
| حسين غربان زاده | 2015-2018             |        |
| محسن بيرهادي    | 2018-2020             |        |
| محمد سعيد اهدان | 2020 إلى الوقت الحاضر |        |